# Toponímia del País Valencià

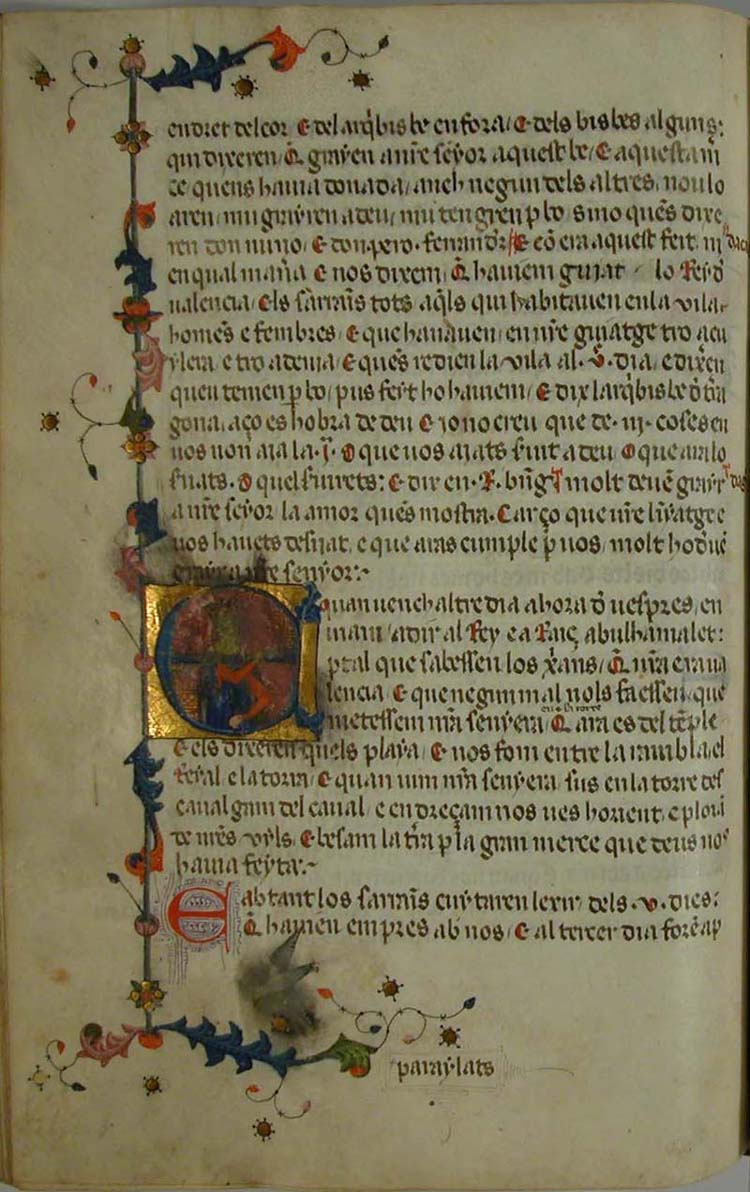
Llibre dels fets de Jaume I, en el qual s'esmenta una bona part de la toponímia major actual del País Valencià

El poblament del País Valencià té una gran antiguitat, havent-se trobat restes d'éssers humans de fa al voltant de 40.000 anys, tot i que les referències escrites als primers noms de la zona els tenim en escrits de grecs, fenicis i cartaginesos i, especialment, de romans, l'aportació dels quals pel que fa als noms de llocs va esdevenir predominant fins a l'arribada dels àrabs, que va comportar un important poblament amazic.
Entre els topònims que perviuen al País Valencià, se n'ha documentat d’origen preromà (iber), llatí, àrab, amazic, català i castellà. D'entre els noms de municipi, vora un terç són llatins i un altre terç, àrabs o amazics; la resta són catalans o castellans.

## Toponímia prehistòrica

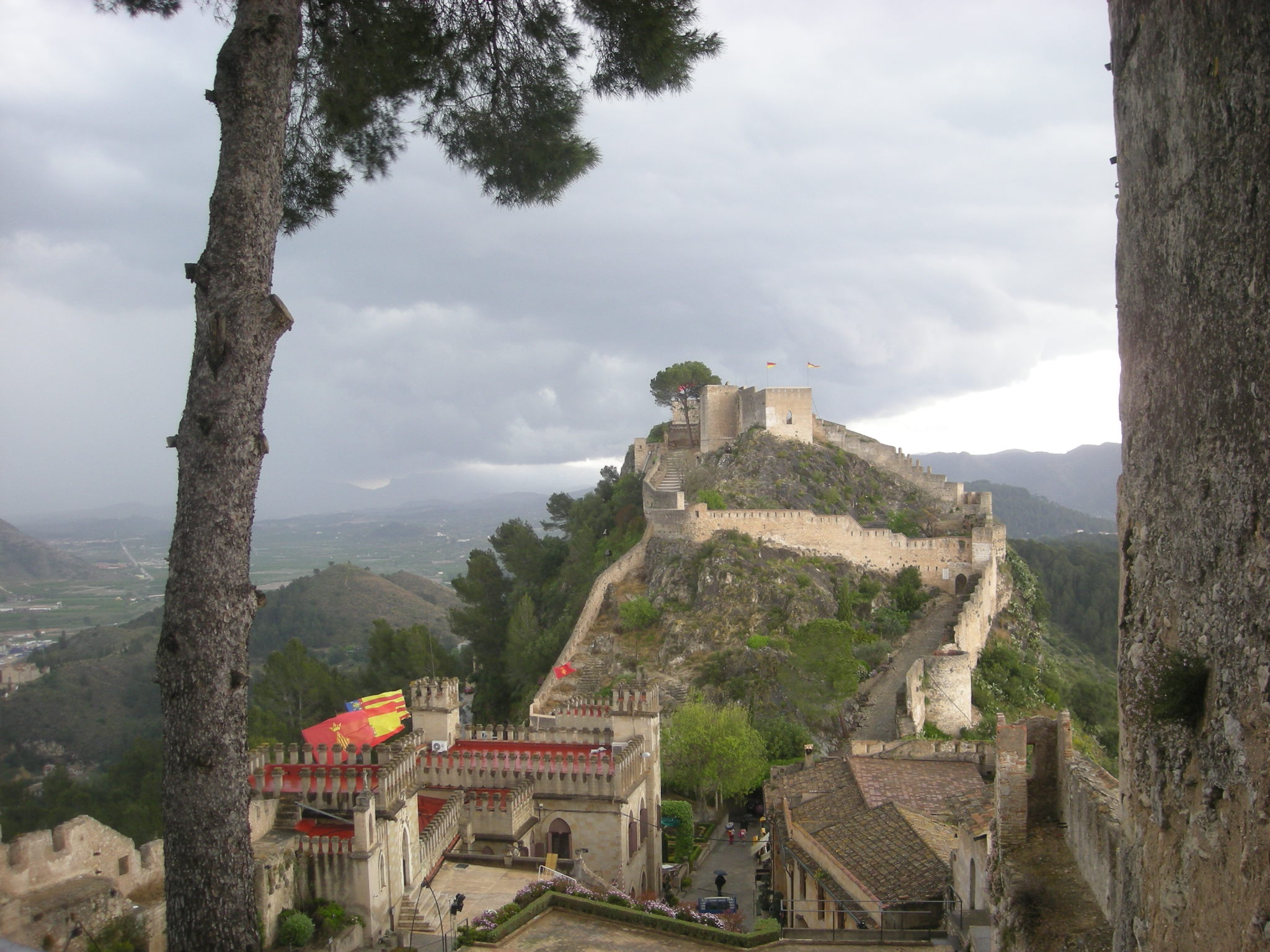
Castell de Xàtiva: lloc on es va assentar la ciutat ibera de Saitabi.

Encara que en l'actualitat el bascoiberisme està gairebé totalment abandonat, va haver d'haver-hi influències i préstecs recíprocs entre les llengües iberes i el basc, fet que explicaria que certs noms de lloc valencians tinguin cert parentiu amb paraules basques. Així doncs, en són exemple els següents termes: aran "vall" a Ares del Maestrat, Ares d'Alpont o Araia (l'Alcora); arte "alzina" a Artana, Artesa (Onda), Arteas (Begís) o Artaj (Andilla); ondar "sorra" a Ondara i Onda; sagar "poma" a Segarra (les Coves de Vinromà) i Segària (Pego); zarika "salze" a Sarga (Xixona) o Sarganella (Castalla).
D'altra banda, per determinar l'origen preromà d'alguns topònims és també útil classificar-los per grups que es repeteixen moltes vegades, especialment sufixos. Així ocorre amb el sufix -esa, que apareix en Orpesa, Artesa (Onda), Enesa (Puig), Carpesa, Penadesa (Castalla), Ronesa (Tibi), Mailesa (Titaigües), Montesa, Arinesa (Culla), la Pobla Tornesa, etc. Destaquen també el sufix -astre: Macastre, Bonastre (Vila-real), Ricastre (Yátova); i el sufix -uba: Iátova, Gàtova, l'Énova, Llàcova (Morella), etc.
La gran majoria d'aquests topònims van ser alterats en èpoques posteriors i molts dels topònims que trobem escrits per primera vegada en època romana són llatinitzacions de topònims anteriors, com és el cas d'Edeta (Llíria) i Xàtiva, que els ibers coneixien com Saiti.

## Toponímia romana
Hi ha un nombre relativament alt de poblacions que mantenen el seu nom llatí, en alguns casos modificat per l'àrab, tot i que també cal tenir en compte que els topònims donats pels romans es basen en molts casos en altres topònims anteriors. És el cas d'Alacant, nom que és el resultat de la transformació fonètica de Lakantó en iber a través del llatí (Lucentum, dit Lukanto) i, al seu torn, de l'arabovalencià (Madina al-Laqant, ألَلَقَنْت). Un altre cas és el topònim d'Elx (Alsh en àrab s.XIII < Ilish en àrab s.IX < Illice en llatí).
Topònims directament romans són Asp (< Aspis), Beselga (< Basilica), Xelva (< Silva), Cocentaina (< Contestania), Cofrents (< Confluentes), Dénia (< Dianium), Xaló (< Salone), Xàtiva (< Saitabi), Peníscola (< Peninsula), Sagunt (< Saguntum), Saix (< Saxum) o València (< Valentia). Són també d'origen llatí hidrònims com Xúquer (< Sucrone) o Túria (< Tyris). En el cas de Sagunt, el topònim va ser substituït en època medieval per Muri Veteres (murs vells) que va derivar en Morvedre. El topònim actual es va recuperar a principis del segle xix.
Les vil·les i finques romanes solien portar el nom del seu propietari. Aquest nom en rares ocasions figurava sol (Agost < Augustus), però generalment anava acompanyat de sufixos, com -olus /a: Borriol < Buriolus < Burius; Mariola < Mariola < Marius; Oriola < Aureiola < Aureus. El sufix més comú, no obstant això, és -anus /a: Gaià (Pego) < Gaiana < Gaius; Gaianes < Gaianae < Gaius; Llançà (Ontinyent) < Lanciana < Lancius; Meliana < Aemiliana < Aemilius; Petrer < Petraria < Petrus; Polinyà de Xúquer < Paulinianus < Paulinius; Saranyana (la Todolella) < Serimiana < Serimius.; o Sollana < Sulliana < Sullius. La relativa escassetat en terres valencianes de topònims acabats en -à /ana, tan abundants a Catalunya, obeeix al fet que els àrabs van alterar la pronunciació del sufix toponímic -anus /a en -én /a per una inflexió de la vocal tònica deguda a l'acció de la imala (el mateix fenomen que produeix Pagus > Pego). Posteriorment, donada l'escassetat de paraules valencianes acabades en -én, es va produir en la majoria dels casos l'epèntesi d'una -t (per analogia dels participis de present), produint topònims com, per exemple, Agullent. Donada l'abundància del sufix -anus /a, a vegades s'han publicat reduccions que han resultat ser errònies, com la derivació de Villena < Belliana / Velliana < Bellius / Vellius, quan en realitat prové de l'àrab بليانة (bilyānatu); o la derivació de L'Eliana < Aeliana < Aelius, quan és un municipi de creació relativament recent que va prendre el seu nom de Sant Elies.

## Toponímia medieval

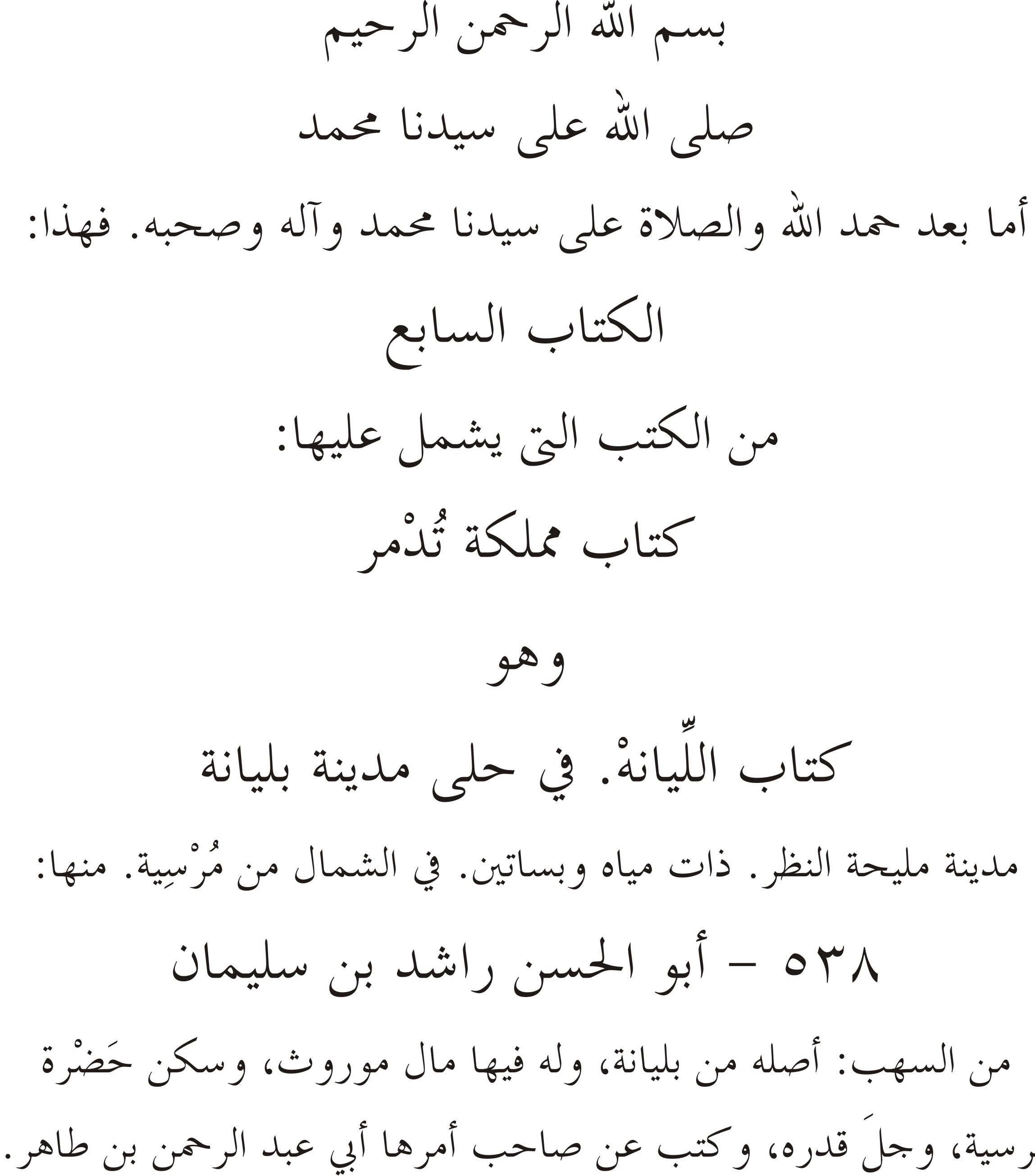
Extracte del capítol sobre Villena d'Al-Mugrib fī ḥulā al-Magrib, on apareix un dels esments més antics al topònim de la ciutat.

Després de la caiguda de l'Imperi romà se succeeixen les invasions bàrbares, que han deixat constància en topònims com el visigot Catadau (< Cat Daur, "propietat de Daur"). La majoria dels topònims medievals, no obstant això, provenen de l'àrab. Encara ara, més d'un terç dels noms de municipis valencians són d'origen àrab o amazic, que és l'àmbit toponímic on major presència tenen.
Alguns dels topònims àrabs són simples apel·latius com:
- Ador (< الدور ad-dūr, " el torn de l'aigua de reg");
- Albaida (< البيضئ al-baīḑà, "la blanca");
- Albelda (< البلدة al-baladatu, "la població");
- Albalat dels Sorells, Albalat de la Ribera, Albalat dels Tarongers (< البلاط al-balāṭ, "la calçada");
- Alboraia (< البريجة al-buraīĝatu, "la torrta");
- Albufera (< البحيرة al-buḥraīratu, "el mar petit");
- Alcalà de Xivert (< القلعة al-qal‘atu, "el castell");
- Alcalatén (< القلعتين al-qal‘lligaīn, "els dos castells");
- Alcàsser, Alcosser de Planes (< القصر al-qaşr, "l'alcàsser");
- Alzira (< الجزيرة al-ĝazīratu, "l'illa");
- Aldaia (< الضيعة aḑ-ḑa‘īatu, "la finca" o "el llogaret");
- Alfafar (< الفخارة al-fajāratu, "la terrisseria");
- La Jana (< الجنة al-ĝinnatu, "l'hort");
- Alginet (< الجنات al-ĝinnāt, "els horts");
- Almonesir, El Monastil (< المنستير al-munastīr’, "el monestir");
- Almoradí (< المُوَلّدين al-Muūalladīn, "els muladís");
- Almudaina (< المدينة al-mudaīnatu );
- Anahuir (< النواعير an-naūā‘īr, "les sínies");
- Biar (< بِئَر bi'ar, "pou");
- Masanet (Bocairent) (< منزل السند manzil as-saneu’, "el parador del vessant");
- Mislata (< منزل عطاء manzil ‘Aṭā’, "el parador d'Atà");
- Rafal (< الرحل al-raḥl, "el rahal").[9][10][11][8][12][9][13][14][15][16][17][18][9][8]

Alguns provenen d'una unió de termes en àrab i romanç:
- Rafelbunyol (< رحل balneolu raḥl balneolu, "el rahal del bany [lloc d'aigües]").[19]

Un bon nombre de topònims aparentment àrabs són en realitat arabitzacions de termes romanços:
- Caudete de las Fuentes, Caudete (< القبدغ al-qabdag < cap d'aq < caput aquae, "cap d'aigua");
- Vinalopó (< بنلوب binalūb < Pinna Lupi < "penya del llop").[9]

Com a paral·lelisme amb les vil·les i finques romanes, el topònim de les alqueries, rahals i manzils d'Al-Àndalus solia provenir també d'un patrònim, generalment precedit de أبو (abū, "pare"), بن (bin, "fill") o بني (banī, "fills"; بنو banū en àrab clàssic). Del primer cas tenim exemples com:
- Albocàsser (< أبو قصير Abū Qaşīr, "Pare de Qasir") o Albuixec (< أبو إسحاق Abū Isḥāq, "Pare d'Isaac")

- El segon cas és amb diferència el més comú, i d'aquest existeixen infinitat d'exemples en terres valencianes: Beneixama (< بني الشحمي banī aŝ-Ŝaḥmī, "Fills de les terres fèrtils");
- Benicàssim (< بني قاسم banī Qāsim, "Fills del Repartidor [Al·là]");
- Benijòfar (< بني جعفر banī Ĝa‘far, "Fills de Iafar");
- Benimàmet (< بني محبط banī Dt.ḥbiṭ, "Fills de Mahbit");
- Benimeli (< بني مالك banī Mālik, "Fills de Malik [Rei]");
- Benimuslem (< بني مسلم banī Muslim, "Fills del musulmà");
- Redovà (< بَبي ردون banī Ridūan, "Fills de Riduan");
- Sedaví (< بَبي سيدبي banī Sīdabī, "fills del xativí");
- Vinalesa (< بن ben Aleza, "Fills d'Aleza").[20][21][22][13][23][8]

Molts dels topònims d'origen descriptiu poden ser útils a l'hora de corroborar dades històriques. Així, l'existència d'una via romana o àrab queda evidenciada a partir de topònims com:
- Albalat (< البلاط al-balāṭ, "la calçada");
- Almohaja (Asp) (< المحجة al-dt.ḥaĝĝatu, "el camí ral");
- Albatera (< الوتيرة al-ūatīratu, "la pista");
- Almussafes (< المنصف al-manşaf, "la meitat del camí");
- Alboret (< البريد al-barīd "la posta, el correu").

També els derivats de منزل (manzil, "parador"):
- Massamagrell, Massalfasar, Massarrojos, Massanassa, etc.[3][24][25][26][9]

Per la seva banda, els topònims derivats de كنيسة (kanīsatu, "l'església") evidencien l'existència de nuclis mossàrabs., com ara:
- la Canesia (l'Orxa);
- Alcaníssia (Murla);
- els Canissis (Novelda);
- la Carènsia (Torís).

## Toponímia moderna
Bona part dels topònims majors valencians ja figuren en el Llibre dels Fets i el Llibre del Repartiment, entre altres textos medievals. No obstant això, existeixen altres topònims que s'han desenvolupat posteriorment, alguns fins i tot en dates recents i tenen origen en les llengües aragonesa, catalana o castellana. Només 143 del total de 542 municipis, inclosa la zona castellanoparlant, tenen un nom d'origen català. Pel que fa al castellà, predomina únicament a les comarques amb menys vinculació històrica amb el País Valencià: la Plana d'Utiel-Requena i el Racó d'Ademús.
A les comarques valencianes catalanoparlants, el 61% dels topònims menors són catalans; un 19% són àrabs i un 20 % tenen altres orígens, un fet que segons Joan Carles Membrado Tena es deu tant a la traducció de topònims ja existents com a la creació de nous noms de lloc a partir de la llengua catalana durants els anys posteriors a la Conquesta. 
Membrado Tena destaca el conservadorisme de la toponímia per explicar la tendència de conservar noms amb una forma diferent de la llengua que s'hi parla; en especial, la pervivència de topònims àrabs o catalans després d'episodis de repoblament. En uns quants casos, es conserva la forma catalana d'un topònim fossilitzada en un territori actualment castellanoparlant, com ara Formentera, Matet, Navarrés, Vallat o Vall d'Almonacid (la Vall d'Almonesir). Així i tot, també hi ha topònims que s'han adaptat a la nova llengua majoritària, com és paradigmàtic el cas d'Orihuela (Oriola).
Contràriament, hi ha topònims menors amb forma castellana a la zona catalanoparlant, i si bé molts són producte de la substitució linguistica, també n'hi ha gràcies a processos particulars històrics, com ara la reubicació del poble de Benagéber (Benaixeve) a la plana valenciana, donant lloc a San Antonio de Benagéber (Sant Antoni de Benaixeve) a més de San Isidro de Benagéber (Sant Isidre de Beniaxeve); o bé el préstec linguistic de Casinos (cf. ES casino < IT <xalets).
Un bon nombre d'aquests topònims deriven de noms de sants, com Sant Fulgenci, Dolors, Sant Miquel, el Pilar o la Colonia de Santa Eulalia, i són en gran part producte del repoblament del Baix Segura i parts del Vinalopó amb murcians, de parla castellana, a partir del segle XVIII (tot i que també n'hi ha de catalanoparlants, com ara Sant Joan, Sant Vicent, Santa Pola al sud i Sant Joan de Moró, Sant Mateu i Sant Jordi al nord). A partir del segle xviii apareixen alguns de basats en poblacions ja existents, com Nova Tabarca, basada a l'illa tunisiana homònima de la qual provenien els pobladors.
Existeixen també en aquest període, igual que en etapes anteriors, topònims derivats de patronímics, com Los Montesinos, la Torre d'en Besora, la Serra d'en Galceran o Emperador. Així mateix, ha persistit l'antic ús del terme lloc amb el sentit actual de pedania en topònims com Llocnou de la Corona, Llocnou de Sant Jeroni i Llocnou d'en Fenollet, que s'origina, a més, en un patronímic.